# Online focus groups

## Definice
Online focus groups jsou internetové skupinové diskuse. Při překladu pojmu se vychází z anglického názvu online focus groups a jedná se o nástroj kvalitativních výzkumů. Je to jedna z rychle se rozvíjejících forem sběru dat a informací v internetovém prostředí. Internetové skupinové diskuse jsou provozovány tak, aby se účastníkem těchto skupin mohl stát kdokoli na celém světě, kdo má možnost přístupu k internetu a zároveň patřičné oprávnění pro vstup. Účastník internetové diskuse má možnost se stát respondentem, moderátorem nebo dané diskuzi pouze pasivně přihlížet.
U tohoto marketingového nástroje je umožněn online chat mezi účastníky dané skupiny, také sdílení obrázků například ve formě reklamních konceptů nebo sdílení videospotů a rovněž lze využívat interaktivní kreativní nástroje jako brainstorming.
Skupinové diskuse na internetu jsou obdobou klasických offline focus groups (skupinových diskusí). Nová modifikace metody focus group vznikla s rozšířením a rozvojem internetové komunikace.

## Výhody a nevýhody internetových skupinových diskusí

### Výhody internetových skupinových diskusí
- Geografická rozmanitost – do internetové skupinové diskuze lze zapojit zainteresované osoby z celého světa, jež mají přístup k internetu → čímž odpadnou náklady na služební cesty
- Kromě vizuálů existuje možnost využití i video a audio záznamů – zejména pro testování reklamních konceptů
- Celkově kvalitnější informativní zjištění z provedeného výzkumu – možnost hromadné reakce účastníků online diskuse → zvýšení intenzity reciproké (vzájemné) komunikace

### Nevýhody internetových skupinových diskusí
- Kontrola sledovaného vzorku – Forrester at al. (2010)[2] uvádí mezi problémy, které přináší fyzická vzdálenost účastníků výzkumu online například skutečnost, že nikdy neexistuje stoprocentní jistota, že osoba, která se výzkumu zúčastní, je skutečně tím, za koho se vydává. Přestože je větší šance dosáhnout na odpovídající respondenty, postrádá internetová skupinová diskuse dynamičnost osobního přístupu. Internetovému světu chybí zrakový kontakt, emoce a řeč těla, které se v klasických skupinových diskusích „tváří v tvář“ (face – to – face) projevují.[3]

- Etika a ochrana soukromí účastníků výzkumu – přestože komunikace online může u účastníků vyvolávat pocit větší anonymity a tudíž i větší ochoty k odkrývání skutečností, které by při komunikaci tváří v tvář neuvedli, je jejich soukromí více ohroženo. Veškeré informace sdílené online jsou totiž potenciálně přístupné poskytovatelům internetových služeb (ISP) a od nich si je mohou za určitých okolností vyžádat právní či policejní orgány.

- Vysoké nároky na moderátory a výzkumníky – další nevýhodou internetové skupinové diskuse jsou vysoké nároky na moderátory a výzkumníky. Rychlý vývoj CMC (Computer – mediated Communication) a do jisté míry i podléhání módním trendům v uživatelském prostředí totiž vyžadují vedle základního zaškolení v používání zvoleného software i průběžné aktualizování znalostí a vědomostí, například prostřednictvím online výzkumných konferencí. Mezi další nárok, který CMC na výzkumníka klade, patří umění formulovat atraktivních diskusních upoutávky, podobné reklamním sloganům.[4]

## Dva způsoby provedení a řízení
1. Bulletin board focus group (Nástěnkové/vývěsní zájmové skupiny): Asynchronní (ne v reálném čase) textové platformy, které trvají jako u většiny spotřebitelských studií okolo tří až pěti dnů a umožňují účastníkům nahrávat obrázky, videa a dokonce web kamerové odpovědi. Otázky jsou zveřejňovány moderátorem, poté se jednotliví účastníci přihlásí a pošlou odpověď.
2. Webcam Interviewing (Rozhovory s webkamerou): Jde o platformy v reálném čase, kde se moderátor a účastníci shromažďují online, aby prodiskutovali a přezkoumali podněty (stimuly), během toho se mohou díky web kameře a počítačovému systému sdílet, stejně jako by se tato skupiny sešla ve skutečnosti. Všichni jsou přítomni ve stejném čase a diskuse obvykle trvají 1,5 – 2 hodiny. Výzkumníci mohou v průběhu diskseu pozorovat a poslouchat účastníky včetně jejich (intonaci, gest, postojů, mimiky atp.)[5]

## Výzkumy, které se hodí pro internetové diskusní skupiny
- Reklamní průzkum
- Průzkum značky
- Hodnocení webových stránek
- Testování použitelnosti webových stránek
- Hodnocení produktu
- Hodnocení služeb
- Testování podnikatelských nápadů
- Startovací podnikatelský průzkum
- Průzkum spotřebitelských skupin[6]

## Případy použití této metody
- V případě, že cílové skupiny nelze lehce oslovit pomocí klasické metody focus group (například může jít o časově vytížené lidi, lidi z různých lokalit, regionů či dokonce států)
- Při tématech, které se týkají produktů, služeb a dalších témat prezentovatelných na internetu pomocí slovního vyjádření, obrázků, animací, videa či zvuku.

## Průběh této metody
Respondent se připojí na www stránky systému a zadá svůj login a heslo, které mu před samotným výzkumem jeho realizátor zaslal.
Poté vstoupí do místnosti, ve které diskuse probíhá. Doporučená délka trvání diskuse by neměla převýšit 90 minut, protože při delším čase respondenti ztrácejí koncentraci a zájem o výzkum.
Funkce moderátora spočívá v tom, že celou diskusi řídí, dle připraveného scénáře. Kromě běžné komunikace (podobně jako je tomu u chatu) disponuje celou řadou technických možností. Může respondentům:
- ukazovat obrázky, www stránky, videa apod.

- šeptat jednotlivým respondentům, aniž by jejich komunikaci viděli ostatní respondenti
- dočasně „zneviditelnit“ odpovědi ostatních respondentů atd.

Moderátor má i možnost komunikovat s klientem, jehož obrazovka je rozdělená na dvě části a to na, okno s respondenty a okno s klientem.

## Možnosti klienta
Klient má možnost celou diskusi sledovat v reálném čase. Podobně jako ostatní účastníci stačí, aby se připojil v daném čase na www stránky systému. Zároveň má i možnost ovlivňovat celou diskusi tak, že své připomínky nebo doplňující otázky konzultuje s moderátorem. Ovšem přímá komunikace klienta s respondenty není možná.

## Společnosti, které tuto metodu nabízejí
Společnosti, které v České republice tuto službu nabízejí, jsou např. Aspectio a.s. nebo STEM/MARK, a.s.

### Aspectio
Aspectio je mladou a dynamickou firmou, která byla založena v roce 2009 v Praze. Díky svým zaměstnancům má společnost bohaté zkušenosti s výzkumem trhu. Od svého vzniku spolupracuje s celou řadou specialistů z různých oblastí jako například z oblasti retailu, technologii, medií či marketingu.

### Společnost STEM/MARK, a.s.
Tato společnost byla založena 29. listopadu 1994 v Praze. Jedná se o full-servis agenturu, která se
zaměřuje na marketingové výzkumy a poskytuje kompletní služby pro klienty z nejrůznějších oborů (média, cestovní ruch, finance, farmacie, služby a FMCG (Fast-moving consumer goods) a výzkumy pro veřejnou správu.